# Berthe Van Tilt
Berthe Van Tilt (Mariembourg, 1849 – ?) was een Belgisch beeldhouwer en tekenaar.

## Leven en werk
Berthe Van Tilt was in 1887 een leerling op het atelier van Jef Lambeaux. Ze maakte onder meer bustes, figuren, portretten en composities. Een aantal malen liet zij zich inspireren door poëzie en literatuur. Zo maakte zij de terracotta beeldengroep Mon Amour na het lezen van poëzie van Armand Silvestre en baseerde ze haar werk Raharu op de autobiografische novelle Le Mariage de Loti van Pierre Loti. Van Tilt behoorde met onder anderen Elise Van den Bossche, Hélène Cornette, Henriëtte Calais, Adelaïde Lefebvre, Jenny Lorrain, Juliette Samuel-Blum, Yvonne Serruys en Julia Vanzype tot de eerste generatie Belgische beeldhouwsters die vanaf eind 19e eeuw deelnamen aan de Belgische salons. Van Tilt exposeerde onder meer op de salons in Brussel, Charleroi, Gent, Leuven en Namen.
Met Eugénie Beauvois, Jeanne d'Espiennes, Jenny de Hemptinne, Henriette en Marie de Villermont en Mary Gasparoli was Van Tilt in 1888 betrokken bij de oprichting van de Cercle des Femmes Peintres in Brussel, die een ontmoetingsplek wilde zijn voor Belgische kunstenaressen en minimaal een keer per jaar een tentoonstelling wilde organiseren. Ze was naast Élisa Beetz en Sophie Wertheim een van de weinige beeldhouwsters binnen de kring. Van Tilt was lid van het comité dat de tentoonstellingen van de Cercle in 1888, 1890, 1892 en 1893 organiseerde. Op de eerste tentoonstelling toonde ze onder meer het werk Rarahu en een buste van gravin Richilde van Henegouwen Verder nam ze onder andere deel aan wereldtentoonstellingen, de Exposition Internationale d'Anvers (1894) en Exposition Internationale de Bruxelles (1897), en tentoonstellingen van de Cercle Artistique de Tournai (1897, 1898).

## Enkele werken
- ca. 1888: Richilde, buste van gravin Richilde van Henegouwen, collectie Musée des Beaux-Arts de Charleroi.
- 1895: Stefanino, buste gegoten bij de Fonderie Nationale des Bronzes. Onder meer opgenomen in de collectie van het Algemeen Rijksarchief (België).[3]
- ca. 1898: René, buste getoond op de salon van de Cercle Artistique de Tournai (1898)